# Mariella Fasoula
Mariella (Maria Emanouela) Fasoula (griechisch Μαριέλλα (Μαρία-Εμμανουέλα) Φασούλα; * 2. September 1997 in Marousi) ist eine griechische Basketballspielerin der Nationalmannschaft.

## Leben und Karriere
Mariella Fasoula ist die Tochter von Masa Zacharia und dem Basketballnationalspieler Panagiotis Fasoulas. Mariella lebte in ihrer Kindheit von 2005 bis 2010 mit ihrer Familie in den USA. Dort trat sie mit acht Jahren in einen Basketballverein ein und galt anfangs als nicht sonderlich talentiert. Sie besuchte in Athen die American Community School of Athens und studierte anschließend am Boston College, wo sie im Studienjahr 2016–2017 Mitglied der Collegemannschaft war. Später machte sie ihren Studienabschluss an der Vanderbilt Universität. Vor ihrem Studium spielte sie für Proteas Voulas in Athen und verhalf ihrem Team zu einem Meistertitel.
Mariella Fasoula spielte ab 2020 mehrere Jahre lang in Spanien, erst für Thiodad de Langua und ab 2021 für die Mannschaft Perfumerias Avenida, die 2022 den spanischen Basketball Pokal gewann. Sie wechselte für die Saison 2025/2026 zu Beşiktaş Istanbul.
2012 spielte sie erstmals für Griechenland in der Europäischen U16 Basketball Meisterschaft. Seitdem ist sie Mitglied der griechischen Nationalmannschaft und nahm nach 2015 an mehreren Basketball-Europameisterschaften teil. 2017 kam ihr Team auf den 4. Platz, 2021 auf Platz 16 und 2023 schied sie mit ihrem Team vor dem Viertelfinale aus und kam auf den elften Platz. Im Jahr 2025 war Griechenland Austragungsort der Basketball Europameisterschaft der Damen. Beim ersten Gruppenspiel gegen die Schweiz war Mariella Fasoula mit 21 Punkten und 6 Rebounds effektivste Spielerin der griechischen Nationalmannschaft. Ihre Mannschaft kam auch in dieser Europameisterschaft auf Platz 11.
Ihr sportliches Vorbild ist ihr Vater Panagiotis Fasoulas.